# Burgstein (Fichtelgebirge)
Der Burgstein ist ein 879 m hoher Berg im Kösseinestock des Hohen Fichtelgebirges (Landkreis Wunsiedel im Fichtelgebirge, Bayern).

## Lage und Umgebung
Der Burgstein liegt nordöstlich der 939 m hohen Kösseine. Nahegelegene Orte sind Bad Alexandersbad im Nordosten, Tröstau im Nordwesten und Marktredwitz im Osten.
Der waldfreie Gipfelbereich besteht aus einer großen Granit-Steinplatte, umgeben von Fichtenwald. 200 m östlich befindet sich der Burgsteinfelsen mit einer Höhe von 869 m (Lage), eine mächtige Granitfelsburg und geschütztes Naturdenkmal.

## Geotop
Die kegelförmige Granit-Felsburg ist vom Bayerischen Landesamt für Umwelt als wertvolles Geotop (Geotop-Nummer: 479R015) und als Naturdenkmal ausgewiesen.

## Touristische Erschließung
Zu erreichen ist der Burgstein und der Burgsteinfelsen auf dem Fränkischen Gebirgsweg, der vom Ortsteil Luisenburg der Stadt Wunsiedel in Richtung Kösseine führt. Zur Felsenkanzel des Burgsteinfelsens führen seit 1790 Steinstufen und Holztreppen, gute Rundsicht besteht zu fast allen Bergen des Fichtelgebirges.

## Prominente Besucher
- 3. Juli 1785: Johann Wolfgang v. Goethe (fertigte eine Zeichnung an)
- Pfingsten 1793: Romantiker Ludwig Tieck und Wilhelm Heinrich Wackenroder
- 16. Juni 1805: Königin Luise und König Friedrich Wilhelm III.